# التصوير الفكري
التصوير الفكري، المعروف أيضًا بالتصوير الحراري المُسقَط، التصوير النفسي، نينجرافيا، ونينشا (باليابانية: 念写)، (بالإنجليزية: Thoughtography) هو القدرة المزعومة على "حرق" صور من العقل على الأسطح مثل الفيلم الفوتوغرافي بوسائل ما وراء الإدراك الحسي. وقد أُدرج مصطلح "التصوير الفكري" في اللغة الإنجليزية منذ عام 1913، بينما أصبح المصطلح الأحدث "التصوير الحراري المُسقَط" مصطلحًا جديدًا شاع في الفيلم الأمريكي "الحلقة" عام 2002، وهو إعادة إنتاج للفيلم الياباني المرعب "الحلقة" لعام 1998.

## تاريخ

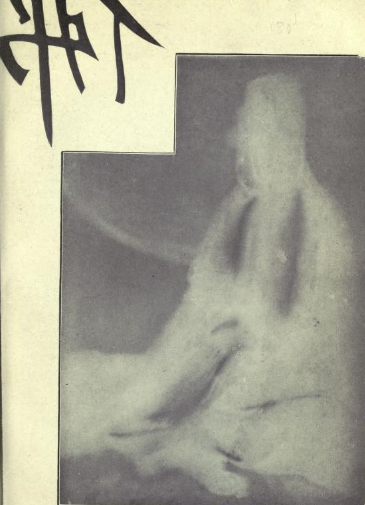
صورة "فكرية" مزعومة حصل عليها توموكيتشي فوكوراي.

ظهر التصوير الفكري (المعروف أيضًا بالتصوير النفسي) لأول مرة في أواخر القرن التاسع عشر نتيجة لتأثير التصوير الروحي. يُميز التصوير الفكري عن التصوير الروحي بعدم ارتباطه بالروحانية. كان كتاب "التصوير الجديد" (1896) للمؤلف آرثر برونيل شاتوود من أوائل الكتب التي تناولت "التصوير النفسي". وصف شاتوود في الكتاب تجارب توضح كيف يمكن أن تؤثر صورة الأشياء على شبكية العين البشرية بطريقة تسمح بإنتاج صورة فوتوغرافية عبر النظر إلى لوحة حساسة. تعرض الكتاب لانتقادات في مراجعة بمجلة نيتشر.
في كتابه "الظواهر النفسية الحديثة" (1919)، ذكر الباحث في الظواهر النفسية هيريوارد كارينغتون أن العديد من الصور النفسية اتضح أنها مزيفة، حيث تم الحصول عليها من خلال الإستبدال والتلاعب بالألواح، والطباعة المزدوجة، والتعرض المزدوج، وإستخدام الشاشات الكيميائية. ومع ذلك، صرح كارينغتون أيضًا باعتقاده أن بعض هذه الصور كانت حقيقية. وقد أدخل مصطلح "التصوير الذهني" لأول مرة في أوائل القرن العشرين بواسطة توموكيتشي فوكوراي.
يُشير المشككون، بما فيهم مصورون محترفون، إلى أن الصور النفسية قد تكون مزيفة أو ناتجة عن عيوب في الكاميرا أو الفيلم، مثل أخطاء التعريض، أخطاء في معالجة الفيلم، توهجات العدسات، انعكاسات الفلاش أو التفاعلات الكيميائية.

## إدعاءات

### توموكيتشي فوكوراي
حوالي عام 1910، خلال فترة ازدهر فيها الاهتمام بالروحية في اليابان، بدأ توموكيتشي فوكوراي، وهو أستاذ مساعد في علم النفس بجامعة طوكيو، بإجراء تجارب الأدراك الفائق للحواس باستخدام شيزوكو ميفوني ‏ وإيكوكو ناغاو وغيرهما كمواضيع للدراسة. أعلن فوكوراي في نتائج تجاربه مع ناغاو أنها كانت تستطيع طباعة الصور تخاطرًا على الألواح الفوتوغرافية، وأطلق على هذه العملية اسم "نينشا". عندما اكتشف الصحفيون مخالفات، تعرضت مصداقية ناغاو للنقد، وشُك في أن مرضها ووفاتها لاحقًا كان نتيجة للضغط الناتج عن الانتقادات. في عام 1913، أصدر فوكوراي كتاب "الرؤية والنينشا"، ولكنه واجه انتقادات بسبب عدم استخدامه نهجًا علميًا، وتم انتقاد عمله من قبل الجامعة وزملائه، مما أدى إلى استقالته في عام 1913.

### إيفا كاريير

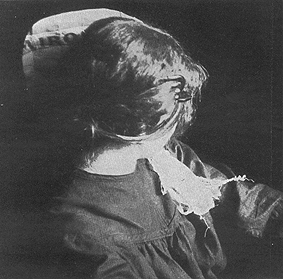
كاريير مع إكتوبلازم مزيف مصنوع من مجلة Le Miroir الفرنسية.

في بداية القرن العشرين، قام الباحث النفسي ألبرت فون شرينك-نوتزينغ بدراسة الوسيطة إيفا كاريير ‏ وادعى أن "تجسداتها" من الإكتوبلازم كانت نتيجة لعملية "الإيدوبلاستي" التي تمكن الوسيطة من تشكيل صور على الإكتوبلازم باستخدام عقلها. ونشر شرينك-نوتزينغ كتابًا بعنوان "ظواهر التجسد" في عام 1923، تضمن صورًا لهذه المادة. وأنتقد النقاد هذه الصور، حيث أظهرت آثار قصاصات مجلات ودبابيس وخيوط. اعترف شرينك-نوتزينغ بأن كاريير قامت بتهريب الدبابيس بشكل خادع إلى غرفة الجلسة في بعض المناسبات. ونجح الساحر كارلوس ماريا دي هريريا في تقليد الإكتوبلازم الخاص بكاريير باستخدام مشط وشاش ومنديل.
أشار دونالد ويست إلى أن الإكتوبلازم الخاص بكاريير لم يكن حقيقيًا، بل كان مصنوعًا من وجوه مقصوصة من الصحف والمجلات، وكان يمكن رؤية آثار الطي في بعض الصور الفوتوغرافية. وتبيّنت إحدى الصور التي أُخذت لكاريير من الخلف أن الوجه الذي يظهر في الإكتوبلازم مصنُوع من قطعٍ من مجلة، وقد كُتبت عليها الأحرف "Le Miro". وقد تم قص الوجه الثنائي الأبعاد من مجلة فرنسية تُدعى "Le Miroir". كما أن أعدادًا سابقة من المجلة كانت تتطابق مع بعض وجوه الإكتوبلازم التي استخدمتها كاريير. ومن بين الوجوه المقصوصة التي استخدمتها شخصيات مثل وودرو ويلسون، والملك فرديناند من بلغاريا، والرئيس الفرنسي ريمون بوانكاريه، والممثلة مونا ديلزا ‏.
عندما اكتشف شرينك-نوتزينغ أن كاريير استمدت وجوه الإكتوبلازم الخاصة بها من المجلة، حاول تبرير أفعالها بالقول إنها ربما قرأت المجلة سابقًا وذاكرتها أعادت تنشيط الصور لتتجسد في الإكتوبلازم. وقد اعتُبر شرينك-نوتزينغ شخصًا ساذجًا. وأشار جوزيف مكيب إلى أنه "في ألمانيا والنمسا، أصبح البارون فون شرينك-نوتزينغ محل سخرية بين زملائه في مجال الطب".

### تيد سيريوس
في ستينيات القرن الماضي، زُعم أن تيد سيريوس ‏، العامل في فندق بشيكاغو في أواخر الأربعينات من عمره، كان لديه قدرة على استخدام قوى التحريك العقلي لإنتاج صور على أفلام بولارويد الفورية. تلقت مزاعم سيريوس دعماً من الطبيب النفسي جول إيسنبود من دنفر، الذي كتب كتابًا بعنوان "عالم تيد سيريوس: دراسات فوتوغرافية فكرية لعقل فريد" عام 1967، مدعيًا أن قدراته النفسية الحقيقية. ومع ذلك، أكتشف المصورون المحترفون والمتشككون أن سيريوس اعتمد على حيل يدوية بسيطة لتحقيق نتائجه.

### ماسواكي كيوتا
ماسواكي كيوتا هو شخص ياباني يُدعى امتلاكه لقدرات نفسية حركية.(ص.198) تم اختبار قدراته من قبل محققين في لندن من خلال تلفزيون غرناطة، وكانت النتائج غير مؤيدة. تبين أنه مع وجود ضوابط صارمة، لم يستطع كيوتا إسقاط الصور ذهنياً على الفيلم. استطاع تحقيق النجاح فقط عندما كان يمتلك الفيلم بدون أي رقابة لمدة لا تقل عن ساعتين.(ص.198)
بحسب الساحر والناقد جيمس راندي، "يبدو أن كيوتا أنتج صوره البولارويد عن طريق تعريض الفيلم مسبقاً، حيث لوحظ أنه كان يبذل جهداً كبيراً للحصول على رزمة من الأفلام وقضاء الوقت معها على انفراد." وفي مقابلة تلفزيونية عام 1984، اعترف كيوتا بالاحتيال.

### أور جيلر
في عام 1995، بدأ العراف المعروف بـ أور جيلر باستخدام كاميرا 35 ملم في عروضه. كان يضع غطاء العدسة على الكاميرا، ثم يلتقط صوراً لجبهته ويطورها لاحقاً. وادعى جيلر أن الصور التي تحصل بعدها كانت نابعة مباشرة من عقله.(ص.313) زعم جيمس راندي أن جيلر نفذ هذه الخدعة باستخدام "جهاز بصري يدوي" أو بتصوير فيلم مسبق التعريض.(ص.313)

## أنظر أيضًا
- والتر كلنر
- هالة كيرليان

## روابط خارجية
- مجموعة جول إيزنبود عن تيد سريوس والتصوير الذهني الفوتوغرافي، 1931-2001، الجزء الأكبر 1964-1989. (بالإنجليزيّة) في جامعة ماريلاند في مقاطعة بالتيمور
- الأساس الواقعي وراء فيلم The Ring (بالإنجليزية)